# John Bozman Kerr
John Bozman Kerr (ur. 5 marca 1809, zm. 27 stycznia 1878) – polityk i dyplomata amerykański związany z Partią Wigów.
W latach 1849–1851 przez jedną kadencję Kongresu Stanów Zjednoczonych był przedstawicielem szóstego okręgu wyborczego w stanie Maryland w Izbie Reprezentantów Stanów Zjednoczonych. Następnie w latach 1851–1853 pełnił funkcję chargé d’affaires w Nikaragui z nominacji prezydenta Millarda Fillmore’a.
Jego ojciec, John Leeds Kerr, także reprezentował stan Maryland w Kongresie stanów Zjednoczonych, zarówno w Izbie Reprezentantów, jak i w Senacie.